# Града (Коростишівський район)
Града́ (рос. Града, пол. Hrada) — колишнє село у Туровецькій сільській раді Коростишівського району Житомирської області Української РСР.

## Населення
Наприкінці 19 століття в поселенні налічувалося 60 мешканців, дворів — 12, у 1906 році — 62 особи, дворів — 12, у 1923 році — 174 мешканці, дворів — 36.

## Історія
Наприкінці 19 століття — хутір Котелянської волості Житомирського повіту Волинської губернії.
У 1906 році — хутір Котелянської волості (5-го стану) Житомирського повіту Волинської губернії. Відстань до губернського та повітового центру м. Житомир становила 34 версти, до волосного центру містечка Котельня — 10 верст. Поштове відділення — міст. Червонне.
У 1923 році — сільце; включене до складу новоствореної Туровецької сільської ради, яка 7 березня 1923 року увійшла до складу новоутвореного Андрушівського району Житомирської округи. Розміщувалося за 17 верст від районного центру міст. Андрушівка та за 3 версти від центру сільської ради, с. Туровець. 17 червня 1925 року, в складі сільської ради, передане до Левківського (згодом — Іванківський) району Житомирської (згодом — Волинська) округи, 15 вересня 1930 року — до складу Коростишівського району Української РСР.
Зняте з обліку 29 вересня 1960 року, відповідно до рішення Житомирського облвиконкому № 685 «Про вилучення з обліку деяких населених пунктів Житомирської області», як таке, що фактично перестало існувати.